# Karabiner 98k
Der Karabiner 98 kurz, oft als Karabiner 98k oder K98k abgekürzt und auch fälschlicherweise als K98 bezeichnet, ist ein deutsches Repetiergewehr für die 7,92 × 57 mm Mauser-Patrone.
Der Karabiner entstand aus der Zusammenführung der Merkmale vom Mauser Standard Modell und dem J.P. Sauer K18 und wurde am 14. Juni 1935 vom Heereswaffenamt der Wehrmacht als Ordonnanzwaffe offiziell eingeführt und blieb bis zum Ende des Zweiten Weltkrieges in Europa Anfang Mai 1945 die meistverbreitete Handfeuerwaffe in der Wehrmacht.
Die Langwaffe wird noch heute bei zeremoniellen Anlässen als G21 vom Wachbataillon beim Bundesministerium der Verteidigung eingesetzt.

## Technik und Entwicklungsgeschichte

### Verschlusssystem

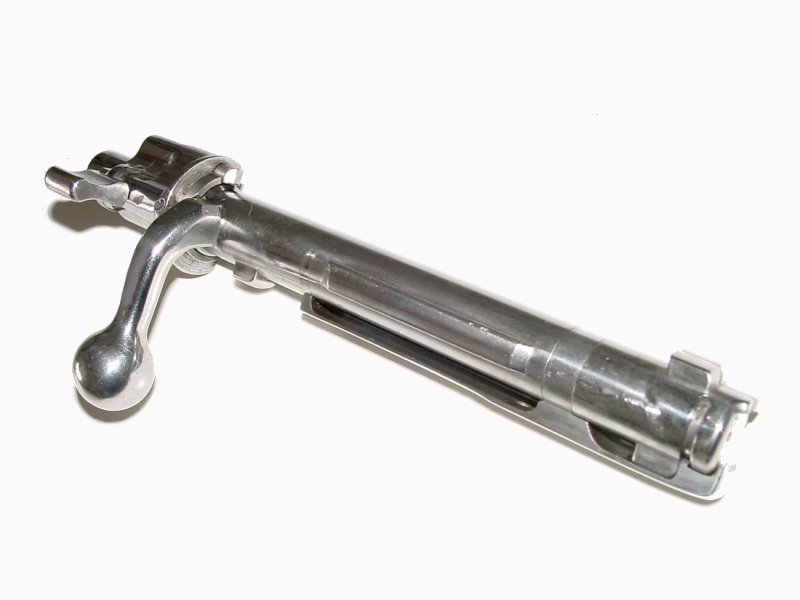
Verschluss des Karabiners 98 kurz

Das Repetiergewehr basiert auf dem Verschlusssystem Mauser System 98, das mit dem Gewehr 98 schon im Ersten Weltkrieg Standardwaffe des deutschen Heeres war. Es hat eine Magazinkapazität von fünf Schuss und kann per Ladestreifen oder einzeln von oben durch die vorhandenen Öffnungen in der Verschlusshülse aufmagaziniert werden.

### Entwicklungsgeschichte

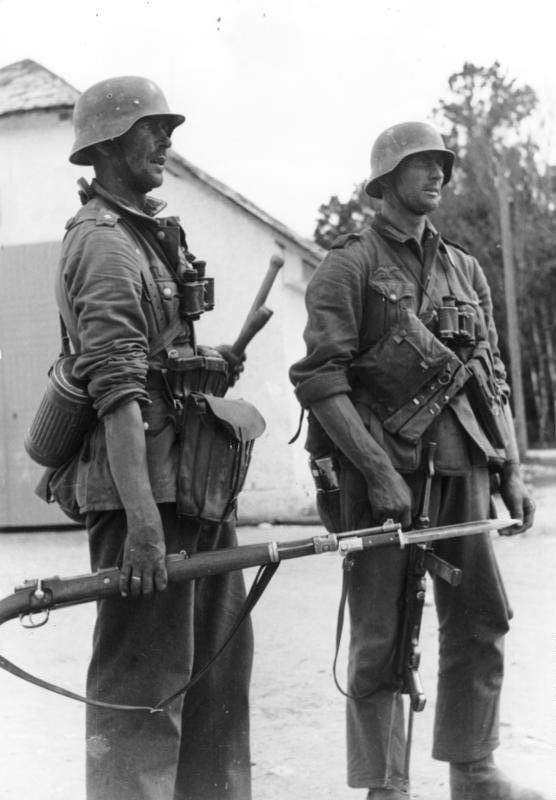
Karabiner 98k mit Bajonett S84/98

Die Entwicklung der Gewehrpatrone 7,92 × 57 mm wurde bereits 1887 von der deutschen Heeresleitung in Auftrag gegeben, da Frankreich 1886 die erste rauchschwache Gewehrmunition mit Nitrozellulose eingeführt hatte. Infolgedessen fürchtete das Deutsche Heer ins Hintertreffen zu geraten. Mit der neuen Munition wurde auch ein neues Standardgewehr notwendig, das nach Problemen mit dem 1888 eingeführten Gewehr 88 bei Mauser in Oberndorf am Neckar entwickelt wurde. Das 1240 mm lange Gewehr 98 (G98), das ab 1898 hergestellt wurde, wurde zur Standardwaffe des Deutschen Heeres während des Ersten Weltkriegs. Daneben existierten ab 1900 auch kürzere Varianten für die Kavallerie (Karabiner 98 Kavallerie) und die Artillerie (Karabiner 98 Artillerie), um nicht zwei verschiedene Waffen zu haben, wurde ein Einheitskarabiner mit 440 mm Lauflänge entwickelt. Nach der Umstellung der Patrone auf die Spitz-Patrone wurde ein einheitlicher Karabiner als Kar98A (groß A) eingeführt. Das A steht dabei für Aufpflanzvorrichtung für das Seitengewehr. Es stellte sich jedoch heraus, dass die kurze Lauflänge in Verbindung mit der neuen Spitz-Patrone zu einem grellen Mündungsblitz und einem starken Mündungsfeuer führte. Aus diesem Grund wurde an verlängerten Karabinern gearbeitet. Das Ergebnis war 1908 der Karabiner 98AZ, wobei das Z für die Zusammensteckvorrichtung stand, mit welcher die Karabiner zu Gewehrpyramiden zusammengesteckt werden konnten. Der Kar98AZ wurde an Kavallerie und Artillerie gleichermaßen ausgegeben. Der Karabiner 98AZ (Kar98AZ) mit 600 mm Lauflänge wurde im Ersten Weltkrieg auch von den Sturmtruppen geführt, da er wegen seiner geringeren Länge (1090 mm) besser in den engen Gräben zu verwenden war als das lange G98. 
Nach Kriegsende 1918 war durch die Bestimmungen des Versailler Friedensvertrages das Deutsche Reich der Weimarer Republik in seiner Heeresstärke und Rüstungsindustrie starken Beschränkungen unterworfen. Da Karabiner weniger stark reglementiert waren als Gewehre, wurde der Kar98AZ (er wurde nun als Kar98a (klein a!) bezeichnet) verstärkt in der Reichswehr genutzt. Zudem wurde 1923 ein leicht abgeändertes Gewehr 98 als Karabiner 98b eingeführt. Um als Karabiner durchzugehen, wurde der gekrümmte Kammerstängel verwendet und seitliche Trageriemenhalterungen angebracht. Viele G98 wurden auf Karabiner 98b umgerüstet.

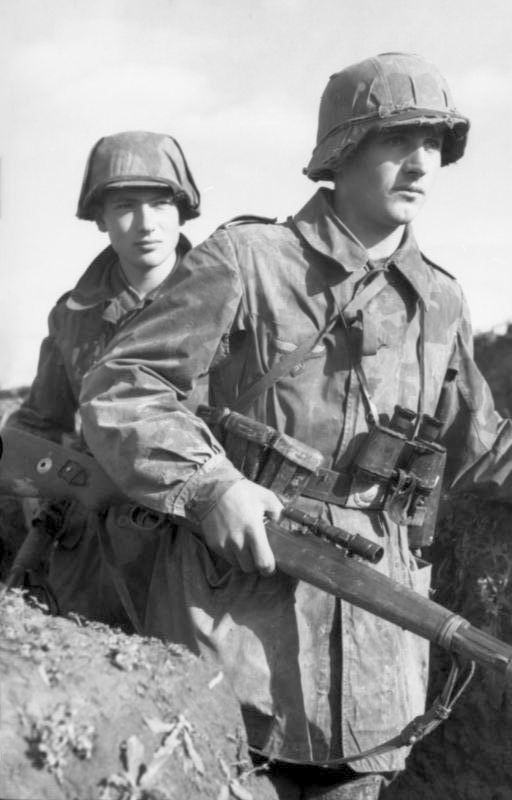
Wehrmachtssoldat mit einem Karabiner 98k mit Zielfernrohr 41

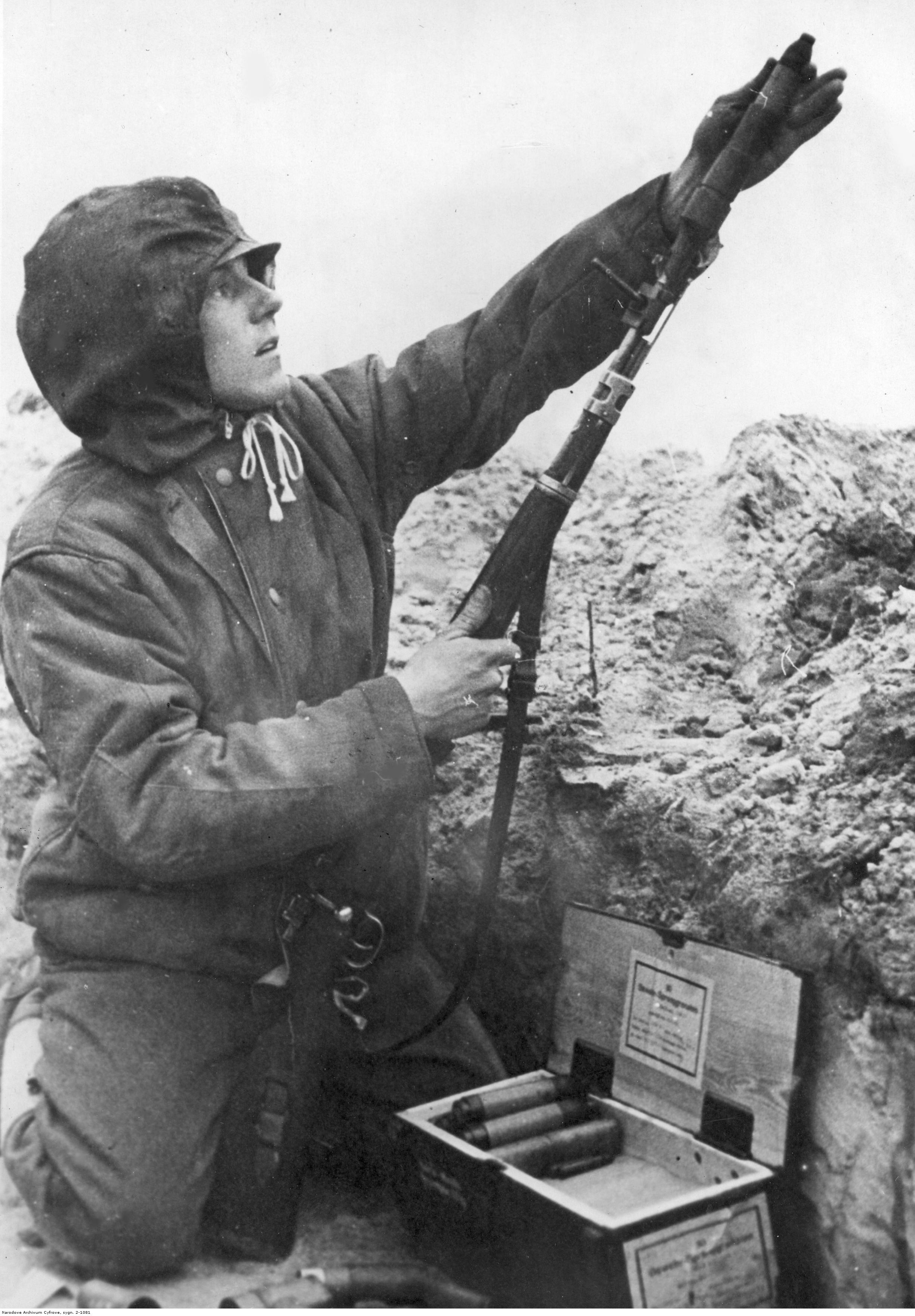
Gewehrgranate wird auf einen Schießbecher gesteckt

Der um 1924 für den Export in andere Länder von Mauser geschaffene Mauser Standardmodell wurde ab 1933 auch in Deutschland beschafft, offiziell für die Deutsche Reichspost als Karabiner 98 DRP. In Wirklichkeit gelangten die meisten dieser Waffen in die Hände der SA und später der SS.
Nach der Machtergreifung Hitlers und seiner NSDAP Anfang 1933 wurde im Zuge der Aufrüstung von Reichswehr bzw. Wehrmacht eine einheitliche Ordonnanzwaffe für die deutschen Streitkräfte gesucht. Da kein ausgereiftes deutsches Selbstladegewehr zur Verfügung stand, entschied man sich für eine leicht geänderte Ausführung des Karabiner 98 DRP, ergänzt um Merkmale des J.P. Sauer K18. Aufgrund seiner Gesamtlänge von 1110 mm handelte es sich beim Karabiner 98 kurz weniger um einen echten Karabiner als um ein Universalgewehr vergleichbar dem Lee-Enfield No.4 (1129 mm) oder dem Springfield M1903 (1055 mm). Dass der Karabiner 98k trotzdem als Karabiner bezeichnet wurde, hat wohl den Grund, dass Hitler den Karabiner 98AZ, mit dem er selbst im Ersten Weltkrieg ausgerüstet gewesen war, wiederholt lobte. Mauser hoffte so auf eine schnellere Annahme des Karabiner 98k. Wegen der Länge von 1110 mm hatte man auch weniger Probleme mit dem starken Mündungsfeuer. Die 1933 eingeführte neue Patrone Infanterie Spitz-Schwer (s.S.-Patrone) half mit, dieses Problem noch weiter in den Griff zu bekommen, und verbesserte zudem die Reichweite bei kürzerem Lauf. Um auch Blei einzusparen, wurde die s.S.-Patrone ab 1940 weitestgehend durch die S.m.E-Patrone (ein Spitzgeschoß mit Eisenkern) ersetzt.
Der Karabiner 98k wurde bis Kriegsende mit nur geringen Modifikationen gebaut und blieb bis zur bedingungslosen Kapitulation Anfang Mai 1945 die meistverbreitete Handfeuerwaffe in der Wehrmacht. Die beiden Nachfolger, das Gewehr 43 und das Sturmgewehr 44, erreichten bei weitem nicht die Produktionszahlen des Karabiner 98k. Ausgesuchte Karabiner 98k wurden mit einem Zielfernrohr ausgestattet und als Präzisions- und Scharfschützengewehr genutzt. Wegen der höheren effektiven Reichweite und besseren Präzision bevorzugten die deutschen Soldaten dabei den Karabiner 98k gegenüber dem Gewehr 43. Gegen Kriegsende wurde für den Volkssturm noch ein vereinfachter „Volkskarabiner 98“ gefertigt.

### Varianten
Da sehr viele Varianten und Versionen existieren, lässt sich die Produktion des Karabiners 98k in Deutschland nur grob unterteilen in:
- das Vorkriegsmodell: brüniert mit flacher Schaftkappe
- das Übergangsmodell: brüniert mit Schuhschaftkappe, Abzugbügel und Magazinkastendeckel aus Blechprägeteilen
- die Kriegsmodelle (ab 1944): phosphatiert, vereinfachte Herstellung ohne Putzstock, ohne Bajonettaufnahme bzw. teilweise auch ohne Stempelplatte, dafür Bohrung in der Schaftkappe[11][12][13]

Ab 1938 wurde statt Nussbaumholz auch Buchenschichtholz zu Schäften verarbeitet, was zu einem Mehrgewicht von ca. 400 Gramm gegenüber Nussbaum führte.
Es wurde mit dem G40k eine noch kürzere Variante des Kar98k geschaffen, welche an Gebirgstruppen ausgegeben werden sollte. Es wurde jedoch entschieden an seiner statt das Gewehr 33/40, eine Version des Tschechischen vz.33 für diese Rolle zu produzieren und am 16. November 1940 einzuführen. Das G33/40 besaß einen Lauf von 490 mm Länge und das Visier war entsprechend angepasst. Zudem wurde eine Schutzplatte am Kolben angebracht und der Kammerstängelkopf unten ausgehöhlt.

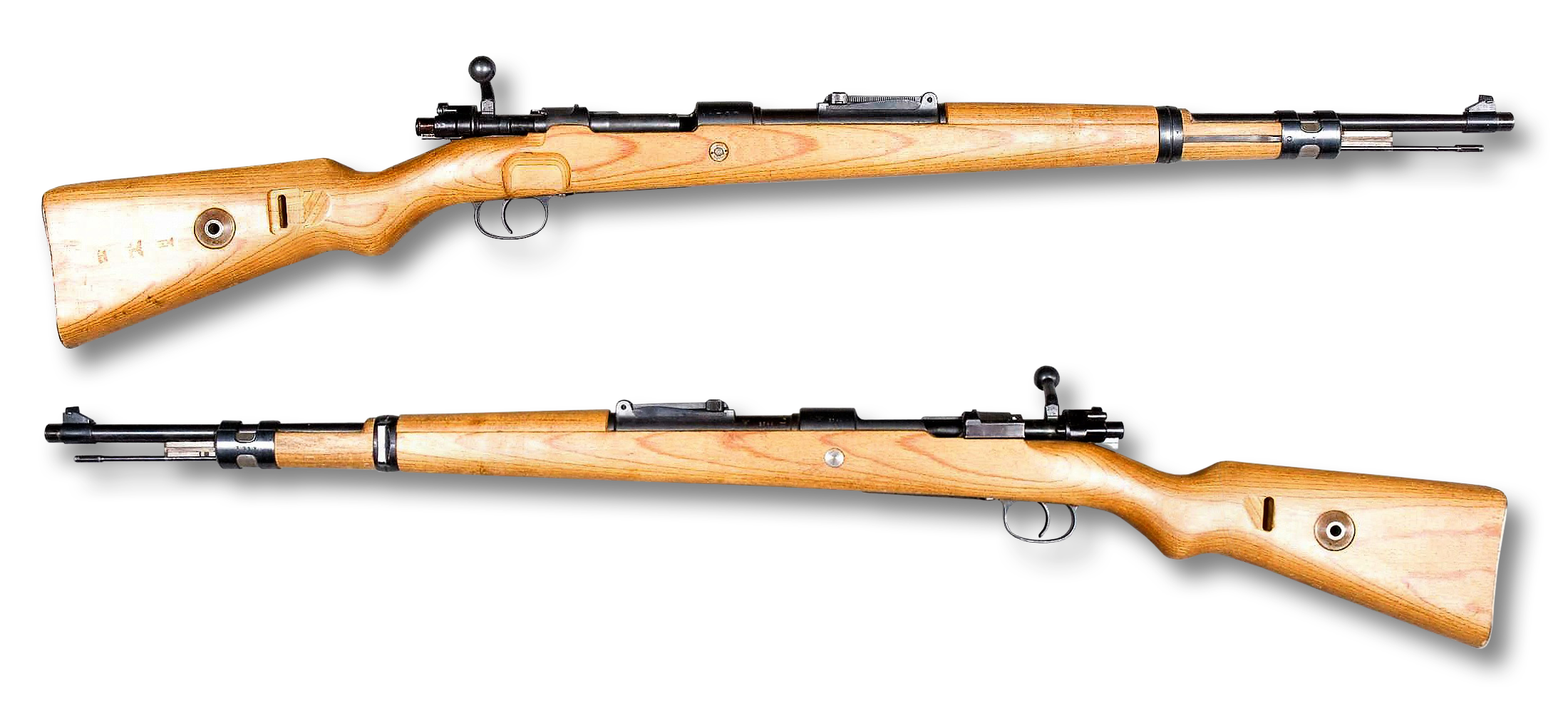
Karabiner 98k vor 1941 mit flacher Schaftkappe
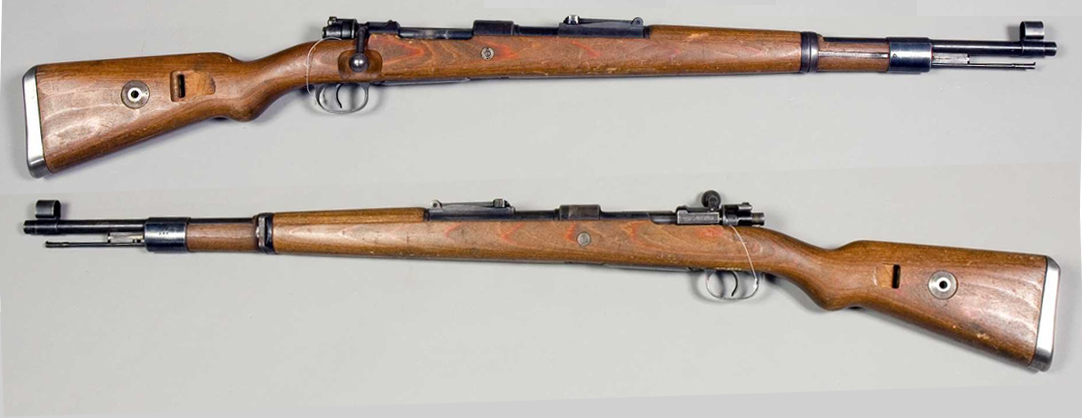
Karabiner 98k mit Schuhschaftkappe
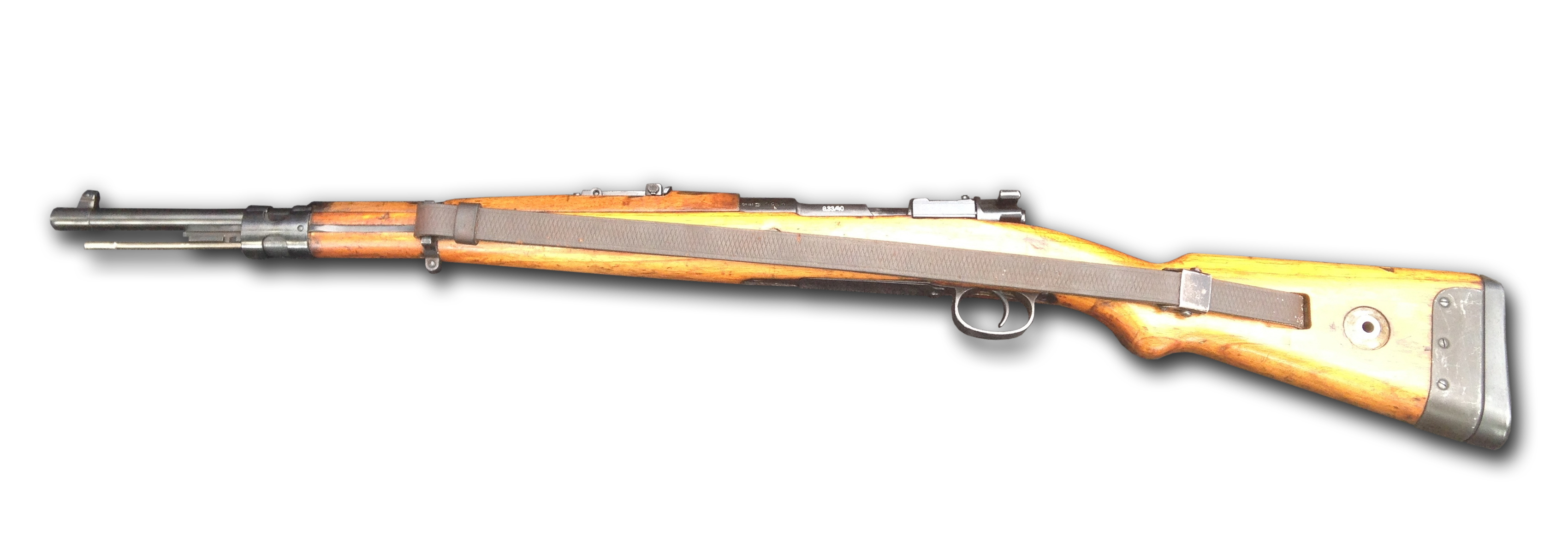
Der Gebirgsjägerkarabiner Gewehr 33/40

## Hersteller und Nutzer

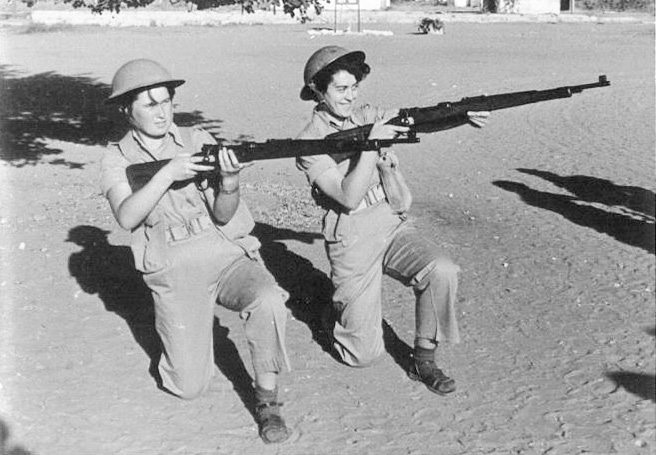
Israelische Soldatinnen mit Karabiner 98k

### Nutzung
Der Karabiner 98k war bis zum Ende des Zweiten Weltkrieges in Europa Anfang Mai 1945 die meistverbreitete Handfeuerwaffe in der Wehrmacht.
Er wurde militärisch noch im Korea-Krieg, im Vietnamkrieg und in Israel bis nach dem Yom-Kippur-Krieg 1973 verwendet. Das sehr ähnliche Zastava M 98/48 war als Scharfschützengewehr noch in den Jugoslawienkriegen der 1990er Jahre im Einsatz, dabei handelt es sich jedoch um eine Waffe aus Basis des belgischen FN mle 24.

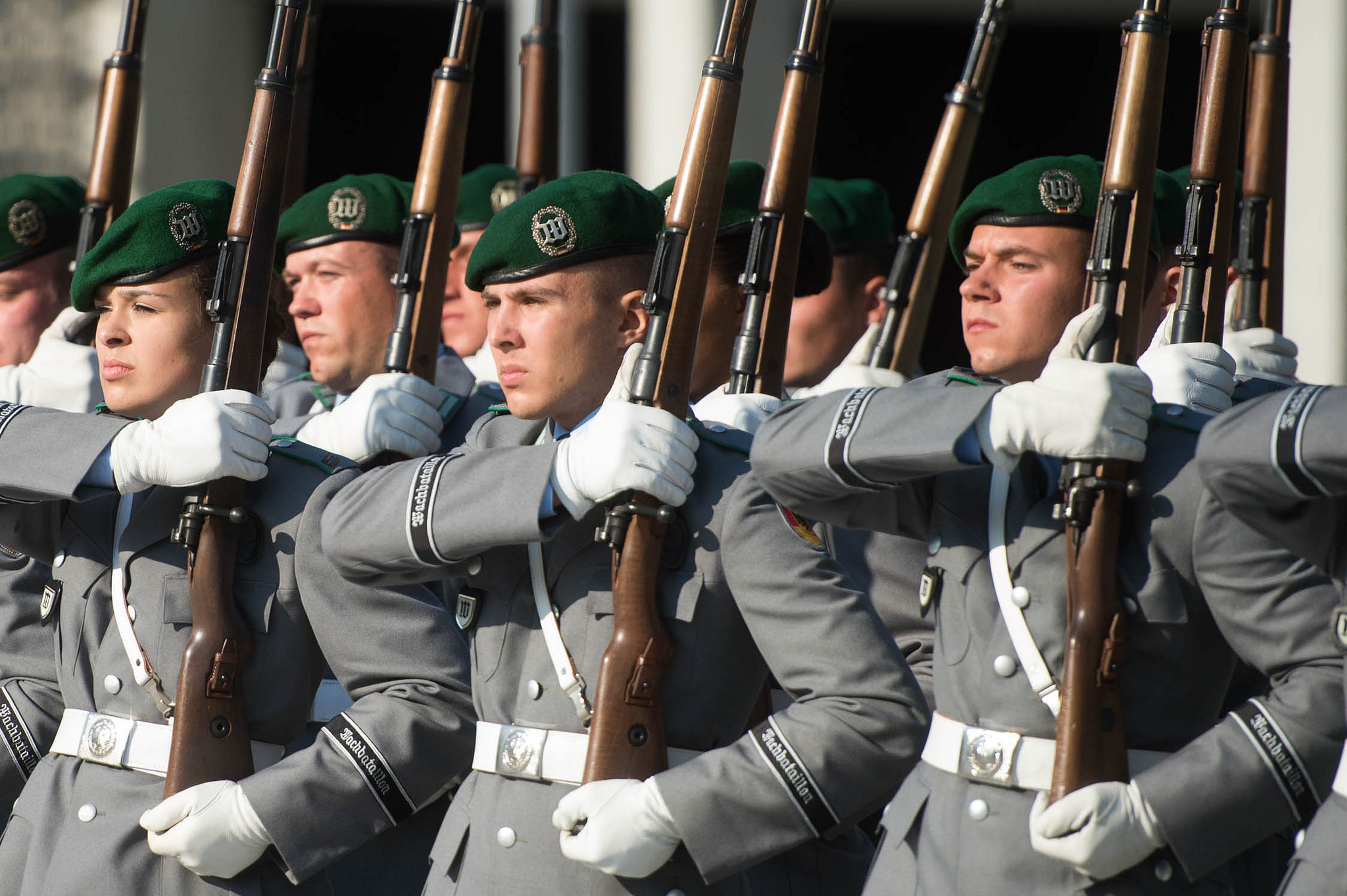
Wachbataillon der Bundeswehr mit K98k

Die Kasernierte Volkspolizei und die Betriebskampfgruppen der DDR führten anfangs neben anderen Waffen der deutschen Wehrmacht auch den Karabiner 98k. Später wurden diese Waffen ausgemustert und durch Waffen sowjetischen Ursprungs ersetzt. In der Bundesrepublik Deutschland waren zunächst Zoll und Bundesgrenzschutz mit dem Karabiner 98k ausgerüstet, daneben auch Verbände der Bereitschaftspolizei. Noch in den 1950er-Jahren erschien der sogenannte „Zollkarabiner“ auf Basis des Karabiners 98k.
Das Wachbataillon der Bundeswehr verwendet für zeremonielle Anlässe nicht das jeweils eingeführte Sturmgewehr, sondern auch heute noch den Karabiner 98k als G21. Diese Karabiner sind schussunfähig gemacht. Erst 1995 wurde bekannt, dass ein Teil der Karabiner noch Hakenkreuze trug, die dann entfernt wurden.
Daneben gibt es auch zivile Umrüstungen des Karabiners 98k als Jagdwaffe.

### Hersteller
Der Karabiner 98k wurde in Deutschland nicht nur bei Mauser hergestellt, sondern an mindestens 8 weiteren Standorten. Mauser-Karabiner wurden auch in mehreren Staaten in Lizenz hergestellt, unter anderem in Schweden, Argentinien, Spanien, Persien (heute Iran), Peru, Chile und Mexiko. Sie unterscheiden sich meist im Kaliber und in geringen, dem Truppengebrauch angepassten Details. Polen, die Tschechoslowakei und Belgien verfügten in Folge des Versailler Friedensvertrages über Produktionsstätten des Gewehrs 98, auf deren Maschinen Karabiner mit Mauser-98-System hergestellt wurden. Dabei handelt es sich meist um Varianten des tschechischen vz.24 oder des belgischen FN Mle 24.
Nach Kriegsende wurde der Karabiner 98k in Deutschland kurzfristig für die Besatzungsmächte weiterproduziert.

### Herstellercodes zwischen 1934 und 1945
Folgende Waffenfabriken im Deutschen Reich stellten den Karabiner 98k zwischen 1934 und 1945 her. Die Codes geben den Hersteller an.
- Waffenfabrik Mauser/Oberndorf (1934–1945): Code S/42 K, S/42 G, S/42, 42, byf und svw
- Waffenfabrik Mauser/Berlin (1935–1944): Code S/243 G, S/243, 243, ar
- Sauer & Sohn, Suhl (1934–1944): Code S/147 K, S/147 G, S/147, 147, ce
- ERMA-Werke, Erfurt (1935–1942): Code S/27 G, S/27, 27, ax
- Berlin-Suhler Waffenwerke, Suhl (1937–1939): Herstellerkürzel (kein Code!): BSW
- Berlin-Lübecker Maschinenfabriken, Lübeck (1936–1942): Code S/237, 237, duv
- Gustloffwerke, Weimar (1939–1945): Code 337, bcd
- Steyr-Werke, Steyr (1939–1945): Code 660, bnz., (möglicherweise auch swj)
- Waffenwerke Brünn I (1940–1945): Code 945 (1940 und 1942 nur Gewehr 33/40), dot, swp
- Waffenwerke Brünn II (1941–1945): Code dou. (1941 und 1942 G 24(t))

### Gewehrgranatgerät

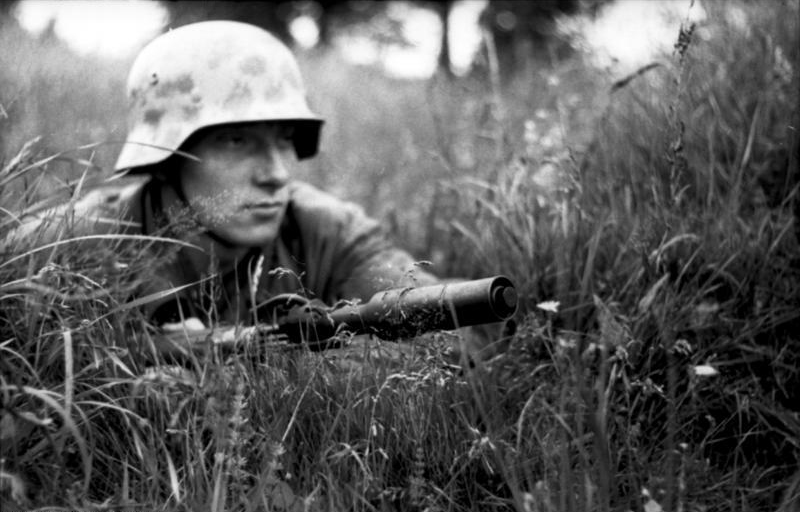
Karabiner 98k mit aufgesetztem Gewehrgranatgerät (1944)

Eine Weiterentwicklung des im Ersten Weltkrieg eingesetzten Gewehrgranatwerfers war ab 1942 das Gewehrgranatgerät Kaliber 30 mm, das auf den Karabiner 98k geklemmt werden konnte. Die Gewehrgranate konnte nur mit einer entsprechenden Treibpatrone verschossen werden, deren Gasdruck die Granate herausschleuderte.
Es sollte die bisherigen Granatgeräte ersetzen, da diese nicht in großem Umfang vorhanden waren. Die Aufgaben des auch als „Schießbecher“ bekannten Gerätes waren Bekämpfung von Infanterie, Stellungen und Panzern. Eine Vielzahl an Sondermunition wie Gewehrblendgranaten, Gewehrsprenggranaten mit Aufschlags- und/oder Verzögerungszünder und Gewehr-Panzergranaten (als Hohlladungsgeschoss) ließ sich mit diesem Zusatzteil verschießen. Seine Reichweite lag bei rund 300 m.
Das Gewehrgranatgerät wurde insgesamt 1.450.114 Mal hergestellt. Zum Kriegsende war das Gewehrgranatgerät allerdings gegen die Panzerung neuer alliierter Panzermodelle wirkungslos geworden.

### Modell 98 als Scharfschützengewehr

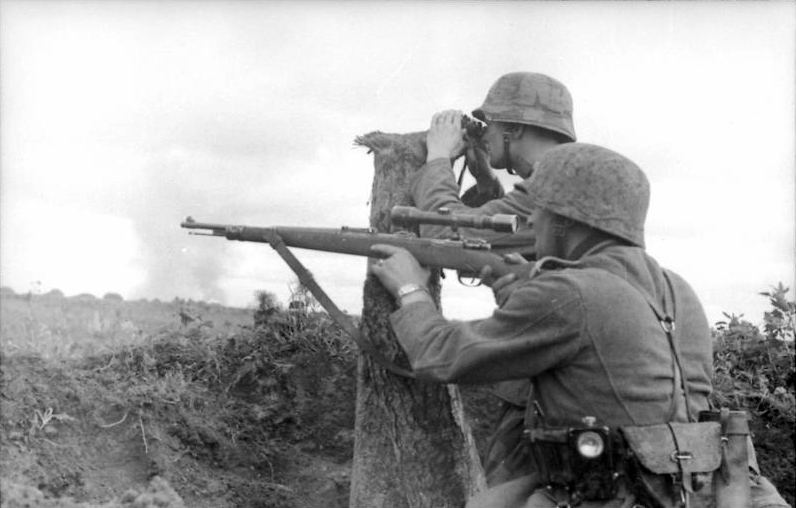
Deutsche Scharfschützen mit Version 98k mit 4× Zeiss ZF42 (1942)

Die Reichswehr glaubte ab ca. 1930, auf mit Zielfernrohr ausgestattete Scharfschützengewehre verzichten zu können. Bis 1938 wurden die Gewehre oder Optiken teilweise zurückgebaut oder verkauft. Erst am 7. März 1938 wurde diese Praxis durch einen Erlass des OKH gestoppt. Ausgesuchte Karabiner 98k wurden mit einem Zielfernrohr ausgestattet und als Präzisions- und Scharfschützengewehr genutzt. Wegen der höheren effektiven Reichweite und besseren Präzision bevorzugten die deutschen Soldaten dabei häufig den Karabiner 98k gegenüber dem später eingeführten Gewehr 43 mit ZF42.
Auch bei diesen Scharfschützengewehren kam es wieder wie im Ersten Weltkrieg zu Engpässen bei den Optiken, worauf Hitler 1942 verlangte, die Jagdzielfernrohre der deutschen Jägerschaft einzuziehen. Von dem Scharfschützengewehr auf Basis des Karabiner 98k wurden bis 1945 wohl rund 130.000 Stück in den Einsatz gebracht.